# Zdzisław Raczyński
Zdzisław Aleksander Raczyński (ur. 18 października 1959 w Werpolu) – polski pisarz, dyplomata,   dziennikarz i analityk specjalizujący się w problematyce rosyjskiej oraz krajów Maghrebu. Ambasador RP w Tunezji (2004–2007) i Armenii (2010–2014).

## Życiorys
Ukończył liceum w Siemiatyczach. Studiował dziennikarstwo i politologię na Wydziale Dziennikarstwa i Nauk Politycznych Uniwersytetu Warszawskiego. Absolwent studiów poświęconych Afryce Północnej w Moskiewskim Państwowym Instytucie Stosunków Międzynarodowych oraz w amerykańsko-niemieckim College of International and Security Studies.
Po studiach pracował w Wydziale Zagranicznym Kwatery Głównej Związku Harcerstwa Polskiego. Od 1988 był dziennikarzem Polskiej Agencji Prasowej, najpierw jako redaktor Redakcji Zagranicznej, a w latach 1990–1997 jako korespondent PAP w Moskwie. Współpracował również z polską prasą, radiem i telewizją.
W latach 1997–2001 pełnił funkcję doradcy szefa Biura Bezpieczeństwa Narodowego (odpowiadał za problematykę stosunków z krajami wschodnimi). Od maja 2001 pracował w Ministerstwie Spraw Zagranicznych: najpierw jako dyrektor Departamentu Europy Wschodniej, a następnie wicedyrektor Departamentu Europy do spraw Europy Wschodniej i Azji Centralnej.
W latach 2004–2007 służył jako Ambasador RP w Tunezji, a po powrocie do Polski pracował w Departamencie Strategii i Planowania Polityki Zagranicznej MSZ. 24 listopada 2009 otrzymał nominację na stanowisko Ambasadora w Armenii, którym był do 2014. W latach 2015–2016 zastępca dyrektora Departamentu Wschodniego MSZ. W latach 2016–2021 przewodniczący Związku Zawodowego Solidarność Pracowników Służby Zagranicznej. W 2022 zakończył pracę w MSZ.
Jest autorem kilkuset publikacji na temat Europy Wschodniej, Rosji, Kaukazu, Azji Środkowej oraz świata arabskiego i polityki międzynarodowej. W kwietniu 2018 wydał powieść „Harib”. Książka spotkała się z przychylnymi recenzjami. W 2021 ukazała się powieść „Mak na powiekach”. W 2022 nakładem wydawnictwa "Czarna Owca" opublikował powieść sensacyjno-szpiegowską „Janczarzy Kremla”.

## Odznaczenia
- Order Republiki(inne języki), Grand officier, Tunezja (2007)[11]

## Publikacje książkowe
- Zdzisław Aleksander Raczyński, Harib, Gliwice: Wydawnictwo Helion, 2018, s. 535, ISBN 978-83-283-3995-8.
- Zdzisław Aleksander Raczyński, Mak na powiekach, Warszawa: Biblioteka Res Humana, 2021, s. 246, ISBN 978-83-956355-3-3.
- Zdzisław Aleksander Raczyński, Janczarzy Kremla, Warszawa: Wydawnictwo Czarna Owca, 2022, s. 688, ISBN 978-83-8143-507-9.